# ディズニーシー・シンフォニー
『ディズニーシー・シンフォニー』 (DisneySEA Symphony) は、2001年9月4日から2004年4月22日に東京ディズニーシーで開催されていた夜間の水上ショー。

## 概要
メディテレーニアンハーバーの「ポルト・パラディーゾ」を舞台にて開催される。ディズニー映画『ファンタジア』の一幕「魔法使いの弟子」をモチーフとした水と光と音楽の水上ショー。
開始直後には、オーケストラの音合わせのようなBGMが流れる。この時、東京ディズニーシー・ホテルミラコスタは、鍵盤状の模様がライトアップがされる。
ミッキーマウスの指揮に合わせ、音楽会が始まる。
メディテレーニアンハーバー中央の配置された天球儀から指揮台がせり上がる。指揮台には、ミッキーマウスが乗っている。ミッキーマウスを振る指揮棒に合わせ、3つのアーミラリー天球儀から水柱が噴き上がり、花火が打ち出される。
途中、アーミラリー天球儀の1つから水柱が噴き上がらないというトラブルが発生する。ミッキーマウスは、アーミラリー天球儀に「君にも出来る」と励まし、演奏をやり直す。それに応えるかのように、アーミラリー天球儀からは、ひときわ高く噴き上がるのだった。
後半は、プロメテウス火山も噴火と花火で演奏会に参加する。

## 登場人物
- ミッキーマウス
  - 青いトンガリ帽子に赤いローブという映画『ファンタジア』の「魔法使いの弟子」に登場したものと同じ服装で登場。

## 特別版
通常上演されているバージョンの他に、開催期間を限定した特別なバージョンの公演が行われたことがある。これら以外にも、悪天候により花火を減らしたバージョンなども存在するが、割愛する。

### 矢沢永吉版
2003年6月5日に開催。通常のディズニーシー・シンフォニー終了後に、メディテレーニアンハーバー中央に競り上がったステージに矢沢永吉が登場。「EIKICHI YAZAWA」のアナウンス後、全編英語にて「星に願いを」を歌った後に、特別船「ドルフィンクラフト」に乗り、メディテレーニアン・ハーバーを一周した。ゲストには事前告知されておらず、完全なサプライズショーであった。
2002年の夏に催された矢沢永吉のアコースティックライブを鑑賞したスタッフの目に留まり、2003年6月20日に発売されたDVD/VTR「ピノキオ スペシャル・エディション」の主題歌「星に願いを」のカバーを依頼したことがきっかけで特別版の公演に至った。

## CD
2002年3月20日にエイベックスより『東京ディズニーシー ディズニーシー・シンフォニー』として販売。